# Orale seks
Orale seks zijn seksuele handelingen waarbij de mond en/of tong, maar ook weleens de tanden en/of keel, gebruikt wordt om geslachtsdelen van iemand anders op te winden en/of naar een hoogtepunt te leiden. Wanneer dit specifiek plaatsvindt op de penis noemt men dit fellatio of pijpen. Wanneer uitgevoerd op de vulva, zoals de schaamlippen en de clitoris, wordt het cunnilingus of beffen genoemd. Wanneer uitgevoerd op de anus wordt het anilingus of rimmen genoemd.

## Redenen voor orale seks

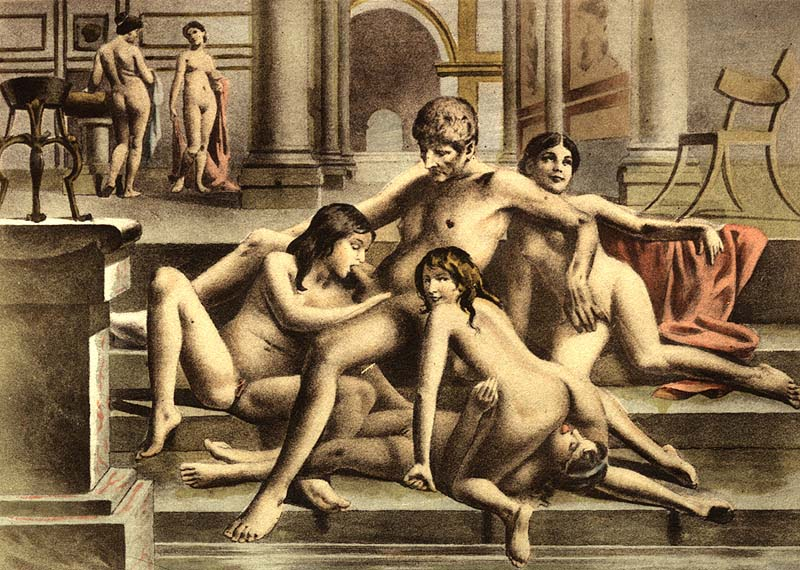
Orale seks in een groep. (Illustratie Édouard-Henri Avril.)

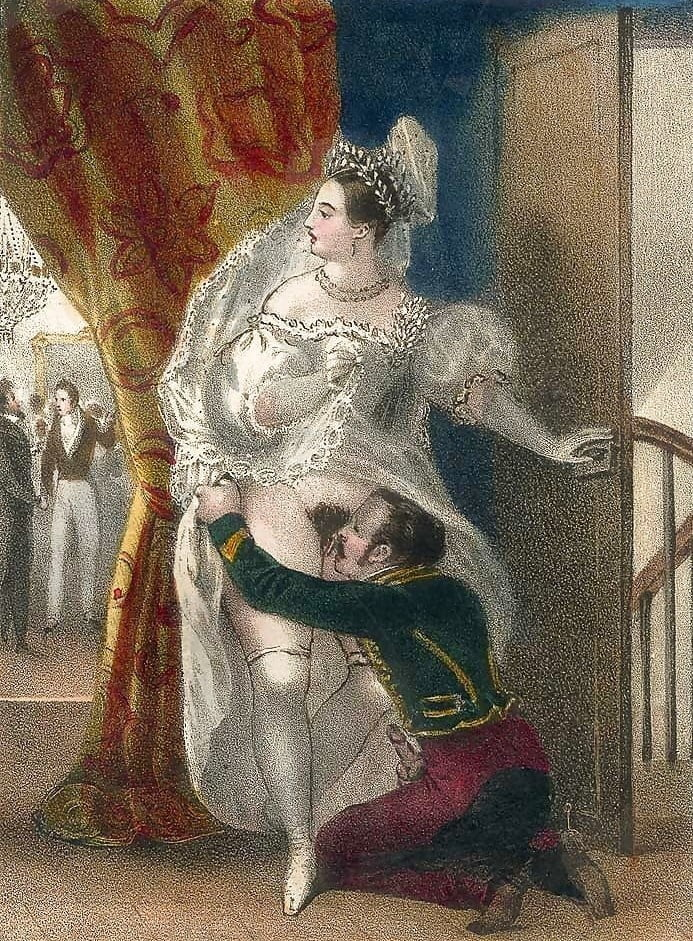
Een vrouw ontvangt cunnilingus, terwijl een fatsoenlijk feestje in volle gang is. (Illustratie Achille Devéria.)

Orale seks kan als vorm van voorspel worden bedreven of kan een doel op zich zijn. De verrichtingen kunnen zowel voor het genot van de partner als wel voor eigen genot worden gedaan.
Een motief voor deze vorm van seksualiteit is onder meer dat het niet leidt tot zwangerschap, terwijl voor gelovigen van veel religies geldt dat geslachtsverkeer alleen is toegestaan ten dienste van de voortplanting.
Orale seks kan worden bedreven door heteroseksuelen en homoseksuelen. Zowel bij paren, trio’s als in groepsverband. Indien een persoon een zeer soepele ruggengraat heeft, kan deze dit bij zichzelf doen. Bij een vrouw heet dit autocunnilingus en bij een man autofellatio.
Seksuele behoeften kunnen met orale seks worden vervuld wanneer een vrouw haar maagdelijkheid wil behouden.
Heteroseksuele paren kunnen deze vorm van seks ook gebruiken als alternatief voor geslachtsgemeenschap met anticonceptie.
Veel mensen gebruiken eufemismen om over orale seks te praten, omdat er nog steeds een licht taboe rust op deze activiteiten.

## Houdingen en varianten
Orale seks kan in allerlei houdingen verricht worden. In staande, liggende of zittende posities zijn vele variaties mogelijk.
Bij de houding facesitting gaat – meestal een vrouw – met haar kruis op het gezicht van haar partner zitten.
Het standje 69, ook wel aangeduid met de Franse term soixante-neuf, liggen de twee partners zo op of naast elkaar dat ze elk met de mond de geslachtsdelen van de partner kunnen stimuleren.

## Cultuur

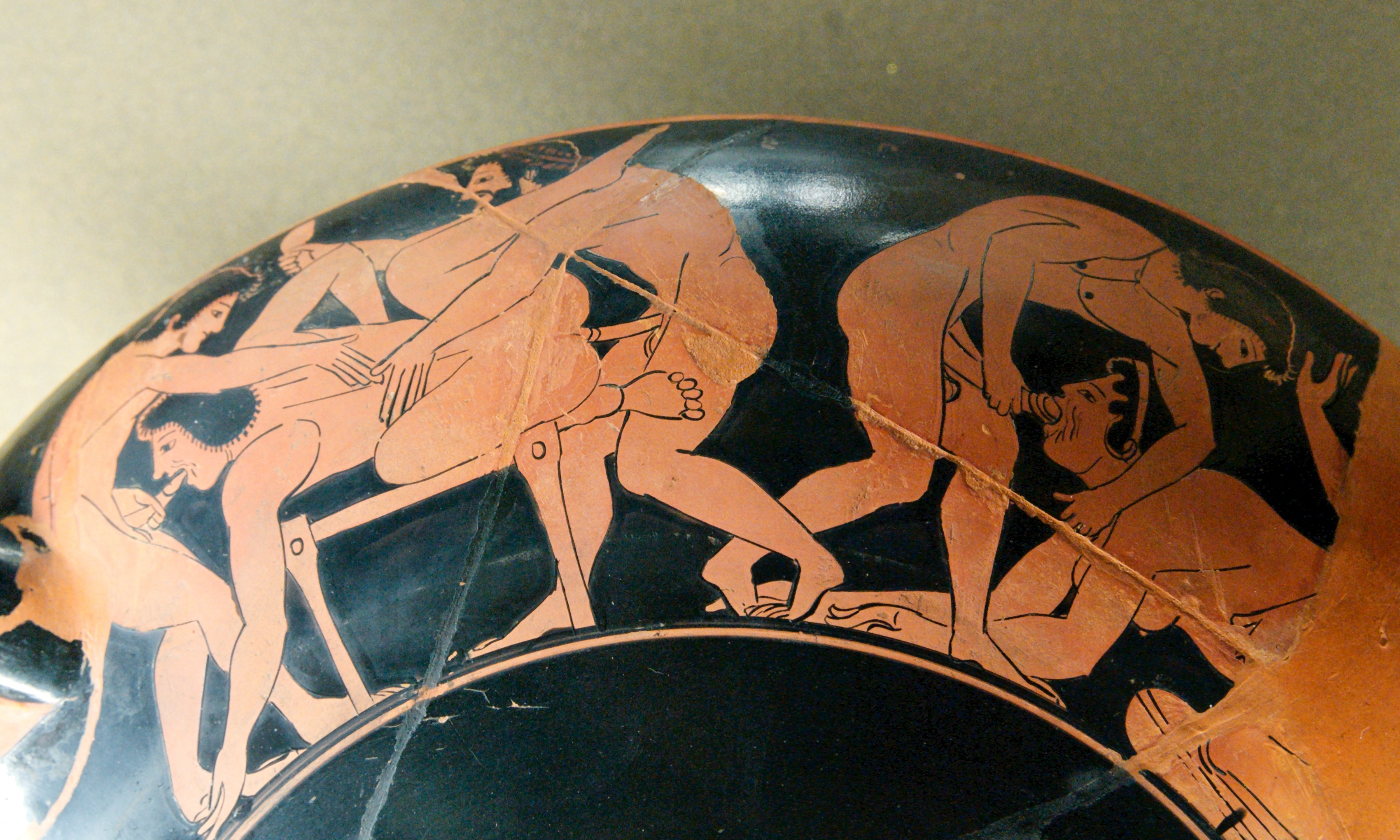
Een 2500 jaar oude erotische schildering

In de westerse cultuur wordt orale seks door zowel de jeugd als volwassenen beoefend. Veel andere culturen zien het nog steeds als een taboe.

### Rome
In het voorchristelijke oude Rome was fellatio een taboe. Deze seksuele activiteit werd over het algemeen gezien als een vorm van onderwerping en dwang. Het Latijn maakt onderscheid tussen irrumare (irrumatio) en fellare (fellatio). Irrumatio is het penetreren in de mond van een persoon in een passieve rol; bij fellatio heeft (vooral) de andere persoon een actieve rol.
De gedachte hierbij was dat het afschuwelijk voor een man zou zijn om fellatio uit te oefenen, omdat dat betekent dat hij onderworpen zou zijn, terwijl, als hij fellatio van een vrouw, slaaf of iemand van lagere sociale klasse zou ontvangen, dit geen vernedering zou zijn.
De Romeinen beschouwden orale seks schandelijker dan bijvoorbeeld anale seks. Men nam aan dat gasten met een slechte adem beoefenaars waren van orale seks, waardoor zij dikwijls aan de etenstafel niet welkom waren. Ook om openbare gezondheidsredenen was het taboe. De Romeinen beschouwden de genitaliën als onrein. Orale seks maakte de mond vuil en daarom werd gedacht dat het een publiekelijk gezondheidsrisico met zich meebracht. Ook nu wordt orale sex nog weleens gezien als onrein of vernederend.

### China
Het Chinese taoïsme beschouwt cunnilingus als een geestelijk bevredigend gebruik dat levenskracht geeft.

### Islam
Binnen de islam lopen de meningen over orale seks (fellatio en cunnilingus) sterk uiteen. De meningen variëren van halal (toegestaan) tot makruh (afgeraden) en haram (verboden). De Egyptische Yusuf al-Qaradawi is van mening dat het alleen tussen een getrouwd koppel is toegestaan. Adnan Aroor uit Syrië vindt het sterk af te raden en de Albanees Muhammad Nasiruddin al-Albani meent dat het helemaal niet is toegestaan. De vier madhhab (rechtsscholen) hebben geen uitgesproken standpunt en ook binnen elke rechtsschool zijn verschillende meningen te horen. Verder zijn de meeste het erover eens dat sperma en vaginavocht niet geconsumeerd mag worden. Waar men wel een eenzijdige consensus over heeft, is dat het niet beoefend mag worden door ongehuwden, omdat binnen de islam ongehuwden geen seksuele contacten mogen hebben.
- De voorstanders beargumenteren dat het wel is toegestaan omdat er geen specifiek verbod is in de Koran of Hadith en dat het behoort tot het voorspel tussen het koppel.
- De tegenstanders beargumenteren dat het niet is toegestaan vanwege de gezondheidsrisico's die men kan oplopen en omdat de mond dient om te eten, te drinken en de Koran te reciteren.

Ten aanzien van anilingus zijn alle juristen en rechtsscholen het erover eens dat het verboden is. De reden hiervoor is dat de anus bij uitstek als een plaats van onreinheid wordt gezien.

## Gezondheidsrisico's
Ook bij orale seks kan men een soa oplopen. Zeker bij wisselende seksuele contacten zal dit risico groeien. Men moet bedacht zijn op onder andere chlamydia, gonorroe, herpes, hepatitis maar ook aids.
Het humaan papillomavirus (HPV) speelt een rol bij het ontstaan van bepaalde vormen van kanker en het risico op een besmetting met HPV stijgt met de toename van wisselende seksueel-orale contacten.
De meest effectieve preventie tegen deze ziekten is vooralsnog het gebruik van een liklapje of condoom.

## Zwangerschap
Orale seks – fellatio – kan onmogelijk tot zwangerschap leiden. Via de spijsverteringskanalen kan het sperma nooit de baarmoeder bereiken. Bovendien zal het sperma door het maagzuur volledig afgebroken worden.
Wel is zwangerschap mogelijk wanneer sperma indirect, bijvoorbeeld via de handen, in contact komt met de vagina.

## Galerij

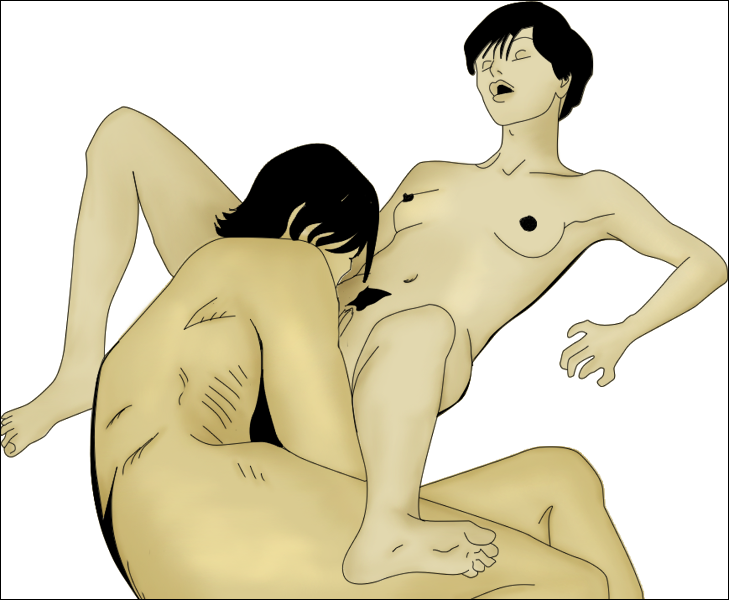
Cunnilingus (beffen)
Fellatio (pijpen)
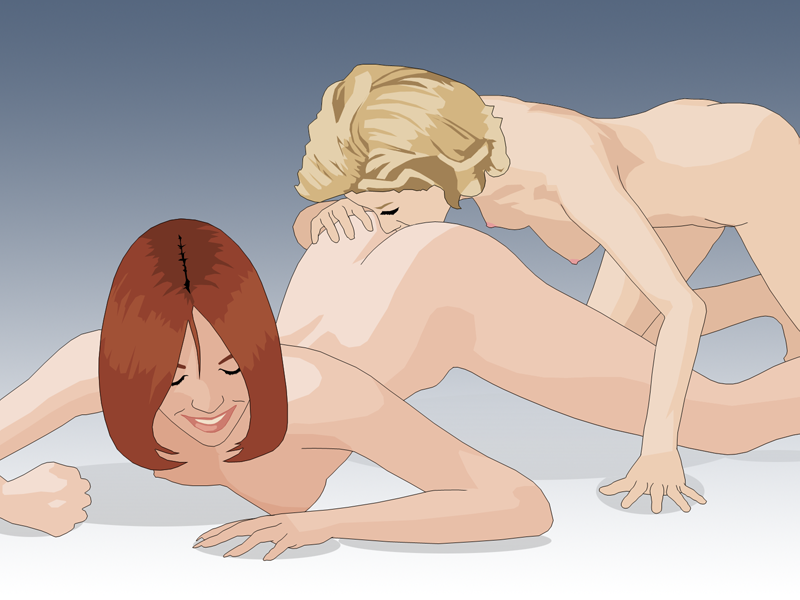
Anilingus is ook een vorm van orale seks
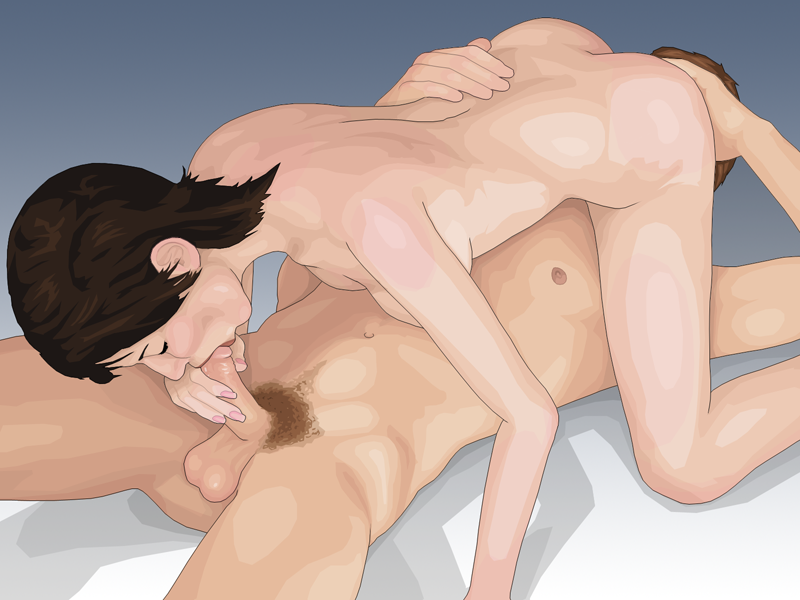
Orale seks in het standje soixante-neuf
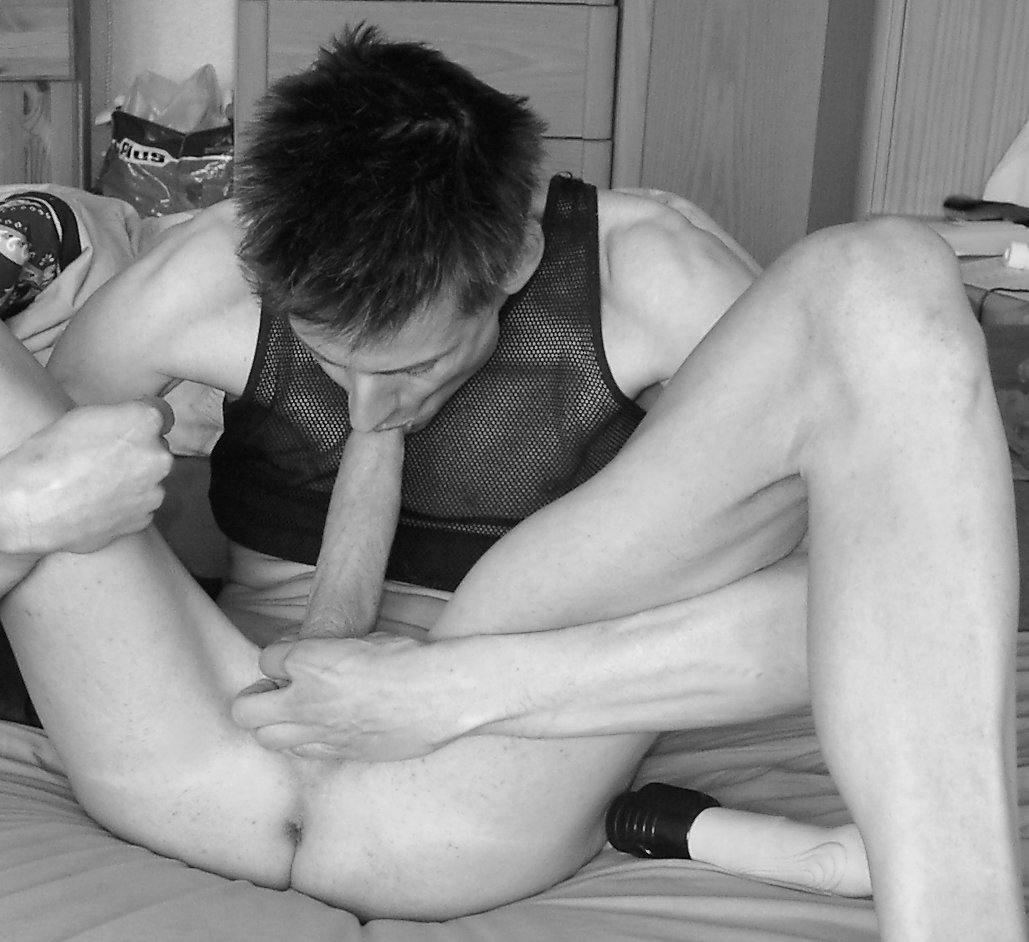
Autofellatio